# Càlig
Càlig, en valencien et officiellement (Cálig en castillan), est une commune d'Espagne de la province de Castellón dans la Communauté valencienne. Elle est située dans la comarque du Baix Maestrat et dans la zone à prédominance linguistique valencienne. Elle fait partie de la mancomunidad de la Taula del Sénia.

## Géographie

Localisation de Càlig
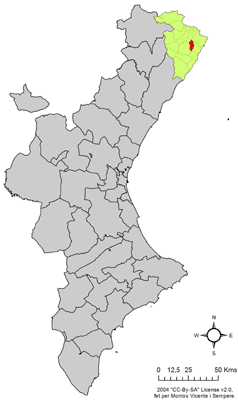
dans la Communauté valencienne.
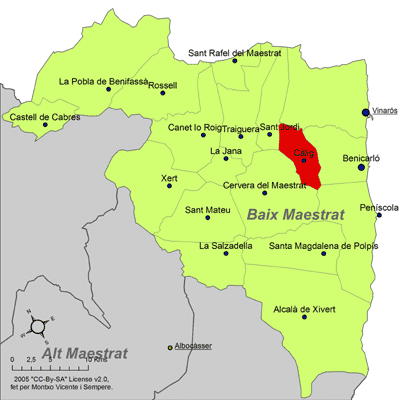
dans la comarque de Baix Maestrat.

Située tout au nord la Communauté Valencienne, la commune de Càlig est bâtie sur une colline de 123 m au-dessus du niveau de la mer.
Son territoire est formé de collines avec des pentes parfois prononcées et de rares surfaces plates balayées par le cers, vent froid venant de l'Aragon. Son climat est fait d'hivers doux et d'étés chauds. Les hauteurs les plus représentatives sont les collines de la Tossa (169 m.), las Forques (185 m.), la Somada (194 m.), et el Mas d'en Vernet (204 m.).
À cause de cette singulière répartition du terrain, il est normal de rencontrer sur le territoire de Càlig, en temps de pluies, des sources et de petites zones marécageuses ; il se forme de nombreux ruisseaux qui canalisent les eaux. Sur le versant nord, tout à côté du village, se trouve le lit du riu Sec ou rambla de Cervera, qui, venant de la comarque des Ports, recueille les eaux torrentielles et celles des ravins (barrancos).
La végétation est celle de la zone méditerranéenne. Poussent le chêne vert, le chêne-kermès, les ronces, les palmiers nains, le laurier-rose, le fenouil, le thym, le romarin, la lavande.
La majorité des terres est cultivée.
On accède à la commune depuis Castellón, en prenant la AP-7 et ensuite la CV-135.

### Localités limitrophes
Le territoire de Càlig est voisin des localités suivantes : Sant Jordi, Vinaròs, Benicarló, Peníscola et Cervera del Maestre toutes dans la province de Castellón.

## Histoire
- Le 11 janvier 1540 Càlig a été érigée en ville indépendante.
- Le 3 novembre 1649, elle a été assiégée et pillée par les Français pendant la Guerre des faucheurs (Segadors).
- À partir de 1700 la population augmenta rapidement.
- En 1837, pendant les guerres carlistes, se sont affrontées dans Càlig, les troupes carlistes et les troupes libérales commandées par F. Brotons, qui sortit vainqueur. Les rues de Càlig virent le sang couler à flots.
- Une épidémie en 1885 a provoqué de nombreux morts.
- Les gelées de 1956 ont fait émigrer de nombreux habitants.

### Les Hospitaliers et l'ordre de Montessa
Historiquement, Càlig faisait partie du territoire du château de Cervera, puis a appartenu  au bailliage de Cervera. Pour cette raison, elle dépendait des Hospitaliers de l'ordre de Saint-Jean de Jérusalem de 1234 jusqu'à 1319, et de celle de l'ordre de Montesa depuis cette date jusqu'au XIXe siècle.
Hug de Fullalquer, grand maître de l'ordre de l'Hôpital, a remis à Pere de Balaguer et à Bernat de Puig une charte de repeuplement (Carta Puebla) le 12 juillet 1234 pour Càlig. Cette charte concernait également le lieu d'Alí, un hameau (aldea) qui n'a pas réussi à se maintenir.

## Démographie
Elle avait environ 1 000 habitants en 1646.
| 1990  | 1992  | 1994  | 1996  | 1998  | 2000  | 2002  | 2004  | 2005  |
| ----- | ----- | ----- | ----- | ----- | ----- | ----- | ----- | ----- |
| 1 801 | 1 785 | 1 786 | 1 774 | 1 755 | 1 744 | 1 733 | 1 721 | 1 647 |

| 2011  | 2013  | - | - | - | - | - | - | - |
| ----- | ----- | - | - | - | - | - | - | - |
| 2 236 | 2 130 | - | - | - | - | - | - | - |

## Administration
| Liste des Alcades |                          |           |         |
| Période           | Identité                 | Parti     | Qualité |
| 1979-1983         | Agustí Mercé Castellano  | PSPV-PSOE | -       |
| 1983-1987         | Agustí Mercé Castellano  | PSPV-PSOE | -       |
| 1987-1991         | Agustí Mercé Castellano  | PSPV-PSOE | -       |
| 1991-1995         | Manuel Anglés Anglés     | PSPV-PSOE | -       |
| 1995-1999         | Manuel Anglés Anglés     | PSPV-PSOE | -       |
| 1999-2003         | Manuel Anglés Anglés     | PSPV-PSOE | -       |
| 2003-2007         | Manuel Anglés Anglés     | PSPV-PSOE | -       |
| 2007-2011         | José Anglés Sans         | PP        | -       |
| 2011-2015         | Ernestina Borràs Bayarri | PSPV-PSOE | -       |
| 2015-2019         | Ernestina Borràs Bayarri | PSPV-PSOE | -       |
| 2019-             | Ernestina Borràs Bayarri | PSPV-PSOE | -       |

## Économie
Le caroubier, l'olivier et l'amandier, tous trois pouvant être cultivés sur des terrains secs, ont été et sont la production de base et la plus importante de la campagne de Càlig. Cependant au début des années 1980, et à la suite de la découverte d'eau souterraine, le paysage s'est transformé mais de manière lente ; sont apparues de nouvelles cultures, en particulier celle des légumes et de manière plus limitée celles des orangers et des arbres fruitiers.
Des fabriques de meubles se sont implantées.

## Sites et monuments

### Monuments religieux

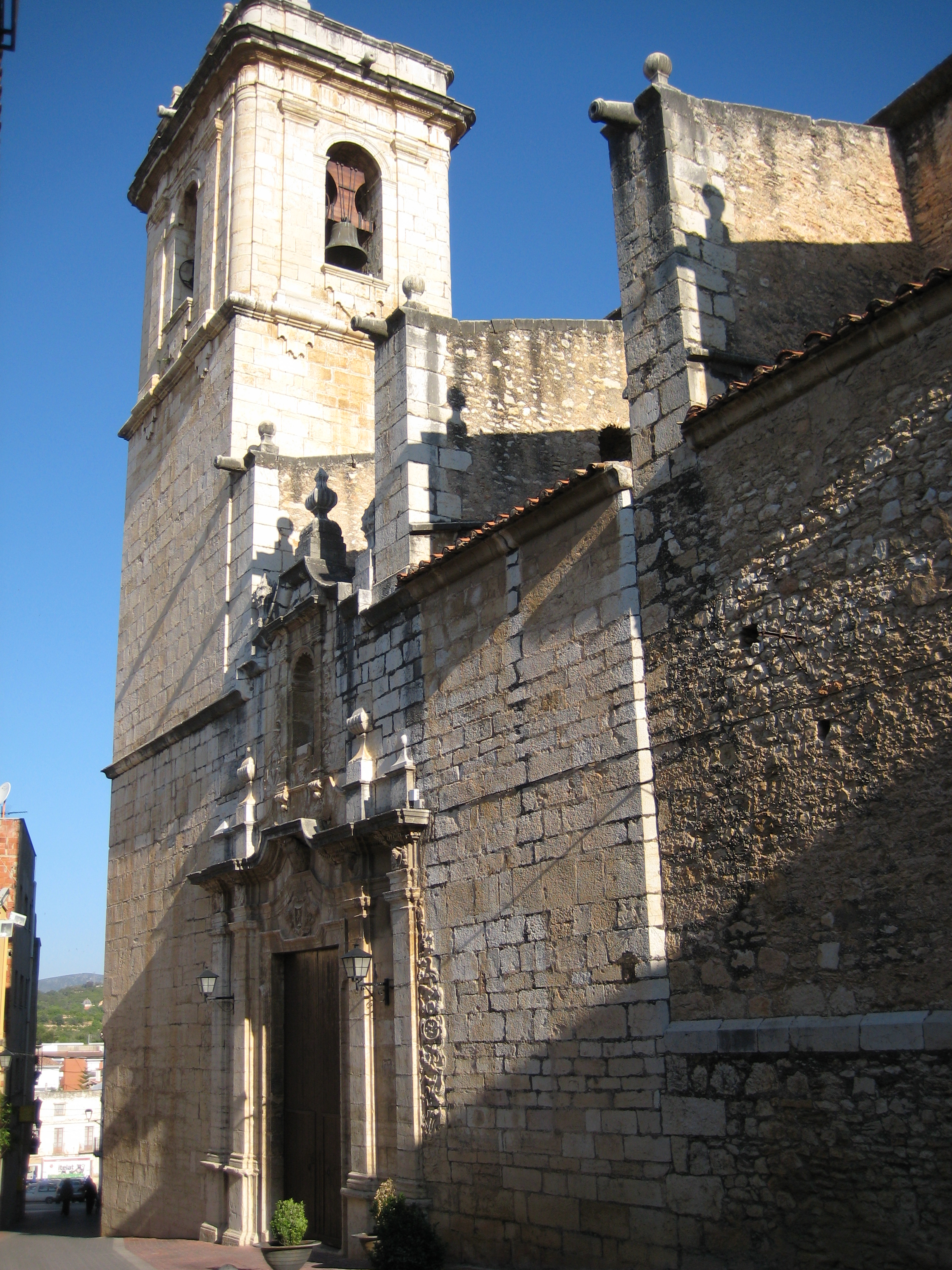
Église de Sant Llorenç

- Église paroissiale de Sant Llorenç. Bâtie au XIVe siècle, elle a été reconstruite et agrandie entre 1622 et 1659, date à laquelle on peut la considérer comme définitivement achevée, même si postérieurement ont été ajoutés toute une série de détails, tels le grand retable (aujourd'hui disparu), le porche de l'entrée principale en 1758 et la fresque de la Vierge María del Socorro en 1900, entre autres.  La guerre de 1936-39 a dépouillé l'église de ses retables et ornements, la laissant totalement vide. Il a été lancé une campagne pour la construction de nouveaux retables, une bonne partie d'entre eux étant l'œuvre du maître Daniel Chillida ; notons en particulier celui qui se trouve sur le grand autel daté de 1950 et dédié à San Lorenzo, patron de la ville.

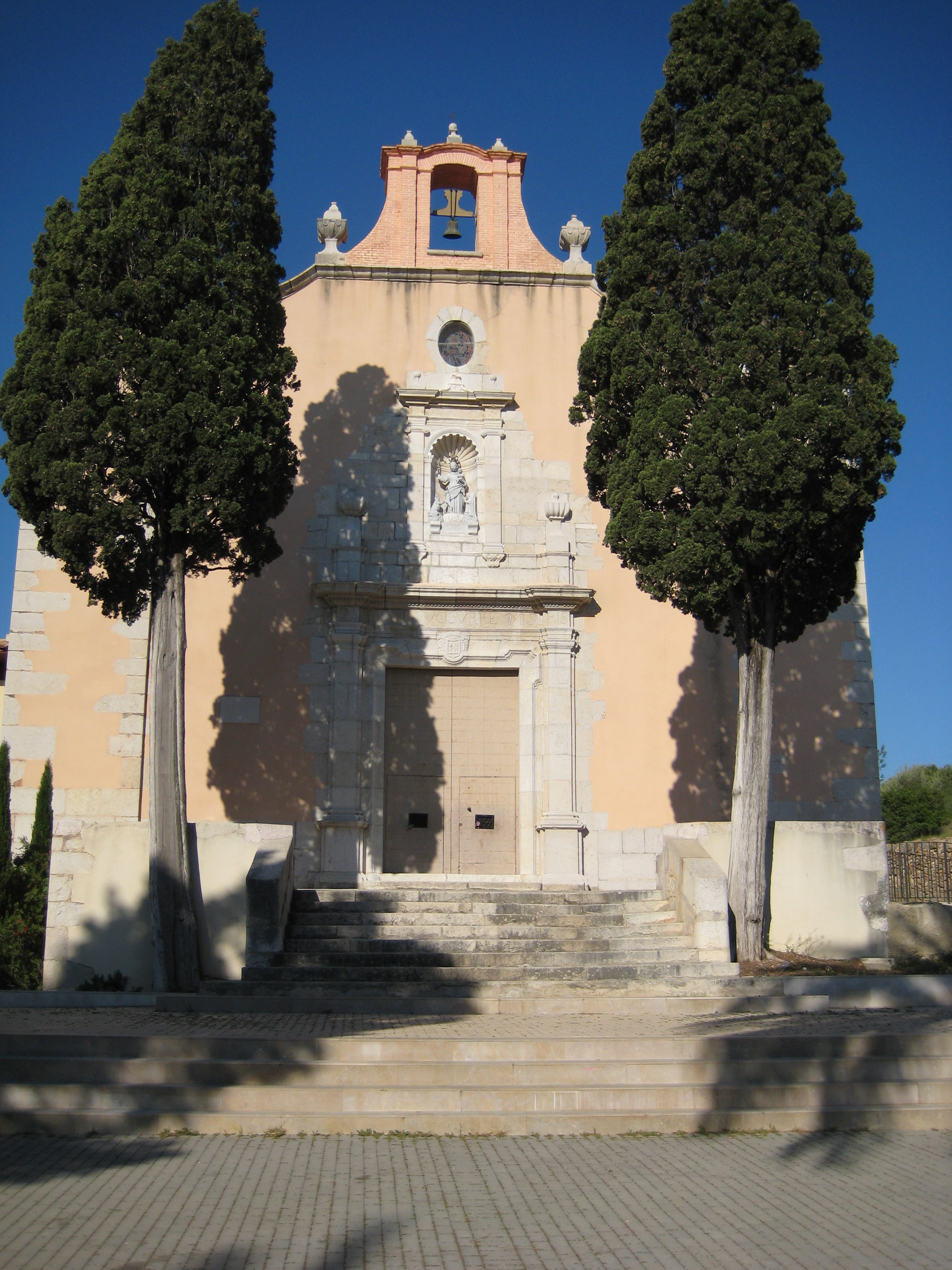
Chapelle de la Mare de Déu del Socós.

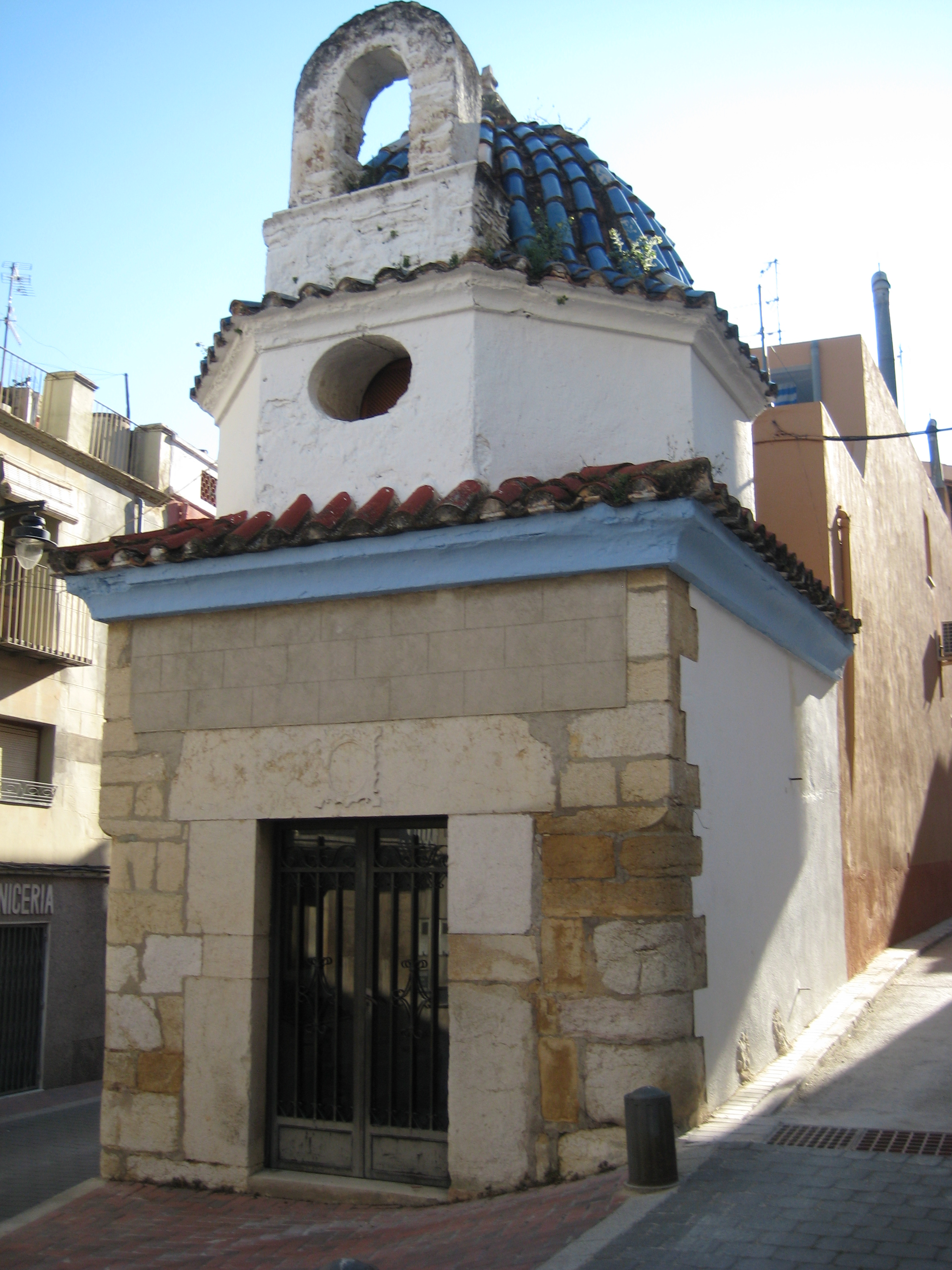
Chapelle de la Mare de Déu dels Desemparats.

- Chapelle de la Vierge María del Socorro. Situé à un kilomètre de l'agglomération, il  est construit dans un endroit planté d'arbres. Le chemin qui y conduit, est parcouru par de nombreux piétons qui en été, profitent de l'ombre du bosquet. Le premier document écrit qui fait référence à María del Socorro à Càlig et à l'existence d'un lieu qui lui soit consacré, est daté de 1582. De ce qui fut le premier ermitage, on conserve une partie de la construction, là où se trouve aujourd'hui le bar ; le nouveau sanctuaire a été construit dans le dernier tiers du XVIIIe siècle. L'édifice, de style néoclassique possède des fresques aux couleurs d'une grande beauté, peintes en 1826 par Joaquín Oliet (de Morella). Dans l'enceinte de l'ermitage, on trouve l'hôtellerie, avec des dépendances destinées à être louées à des estivants, le patio avec ses puits, et des zones de détente.

- Couvent de la Très Sainte Trinité. Fondé au début du siècle passé par sœur Margarita, sa construction relève d'une architecture populaire, mais où on remarque la façade ouvragée. Le couvent est occupé par des religieuses de l'ordre des Trinitaires, qui  entre autres activités, se consacrent aux travaux ménagers. Dernièrement, elles se sont également tournées vers la production de friandises. L'église, petite, possède une structure simple et accueillante ; on y trouve un retable, de style semblable à ceux de l'église paroissiale, et diverses peintures murales faisant référence à l'ordre religieux.

- Chapelle de la Vierge María de los Desamparados. Située dans le périmètre urbain et construite à la fin du XVIIIe siècle ; c'est l'unique chapelle qui nous soit parvenue sur les quatre que l'on trouvait à l'intérieur du village.

- Chapelle de San José. Elle se trouve à mi-chemin entre la ville et l'ermitage del Socorro. Elle a été édifiée en 1835.

### Monuments civils
- Centre urbain. Les successives réparations et destructions de constructions particulières ont entraîné des changements importants de la physionomie de la commune dans les dernières décennies, marquées parfois par les vagues de prospérité et les envies de construire. Malgré tout, se conserve inchangés le tracé des rues et quelques portails en pierre de taille, surtout dans le noyau ancien de la ville.

- La Torre (tour). Sa solide construction, en pierre de taille, a souffert au cours du temps de quelques modifications importantes ; elle a été utilisée, entre autres, comme siège de l'Ayuntamiento, prison et magasin.

- Centro de Cultura. Avant Casal Municipal. Le nouveau Centre de la Culture a été inauguré en 2001, mais le précédent, connu également comme Centro Republicano fut construit pendant la Seconde République par les habitants en personne et leurs contributions. Actuellement, la nouvelle construction a permis de doter le village d'un Auditorium, d'une salle de projection d'une capacité de 80 spectateurs, d'une salle de réunions, d'une bibliothèque, d'une salle d'informatique avec accès à internet, ainsi que de bureaux pour toutes les associations de la commune.

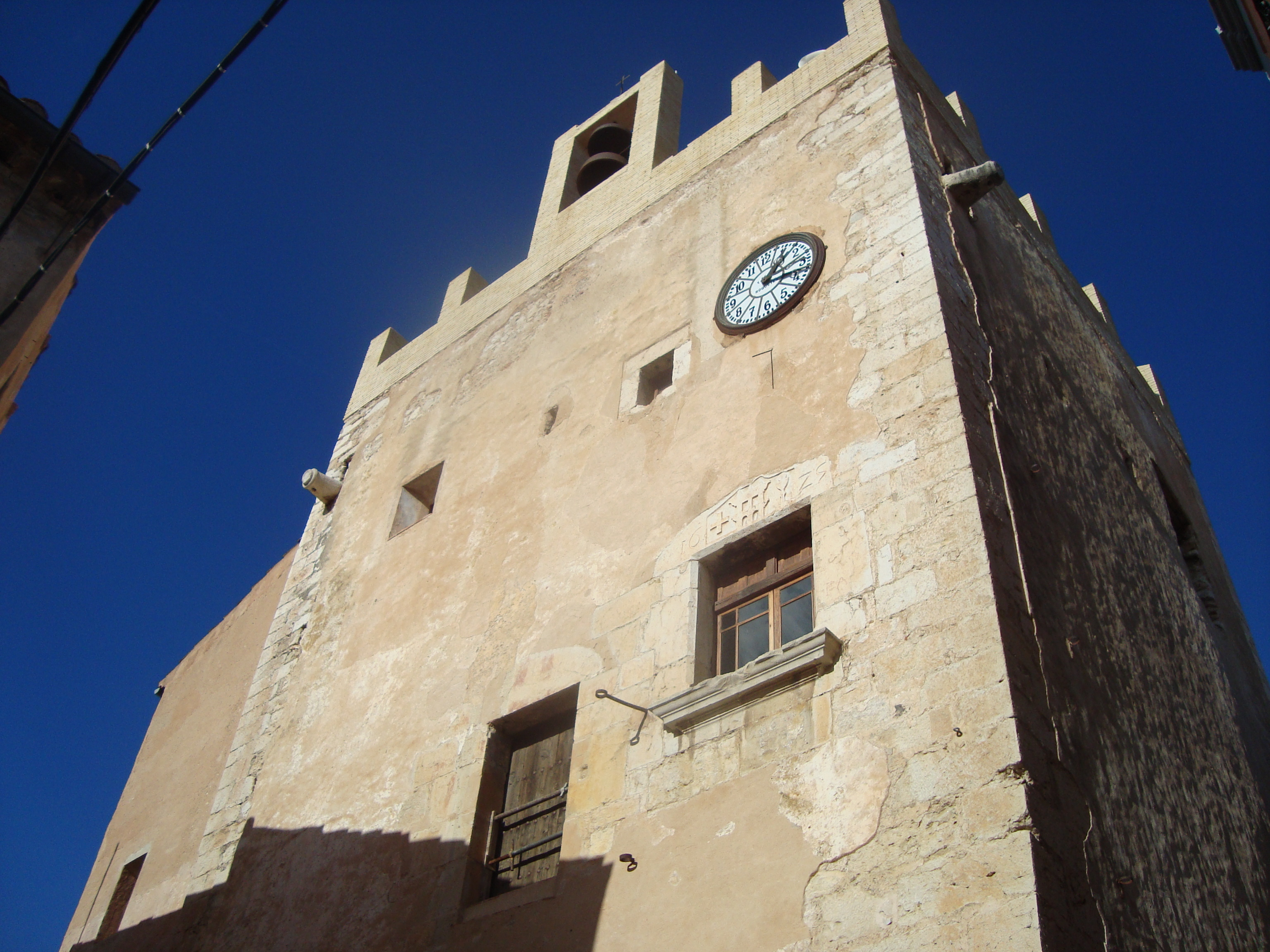
Torre de Càlig.
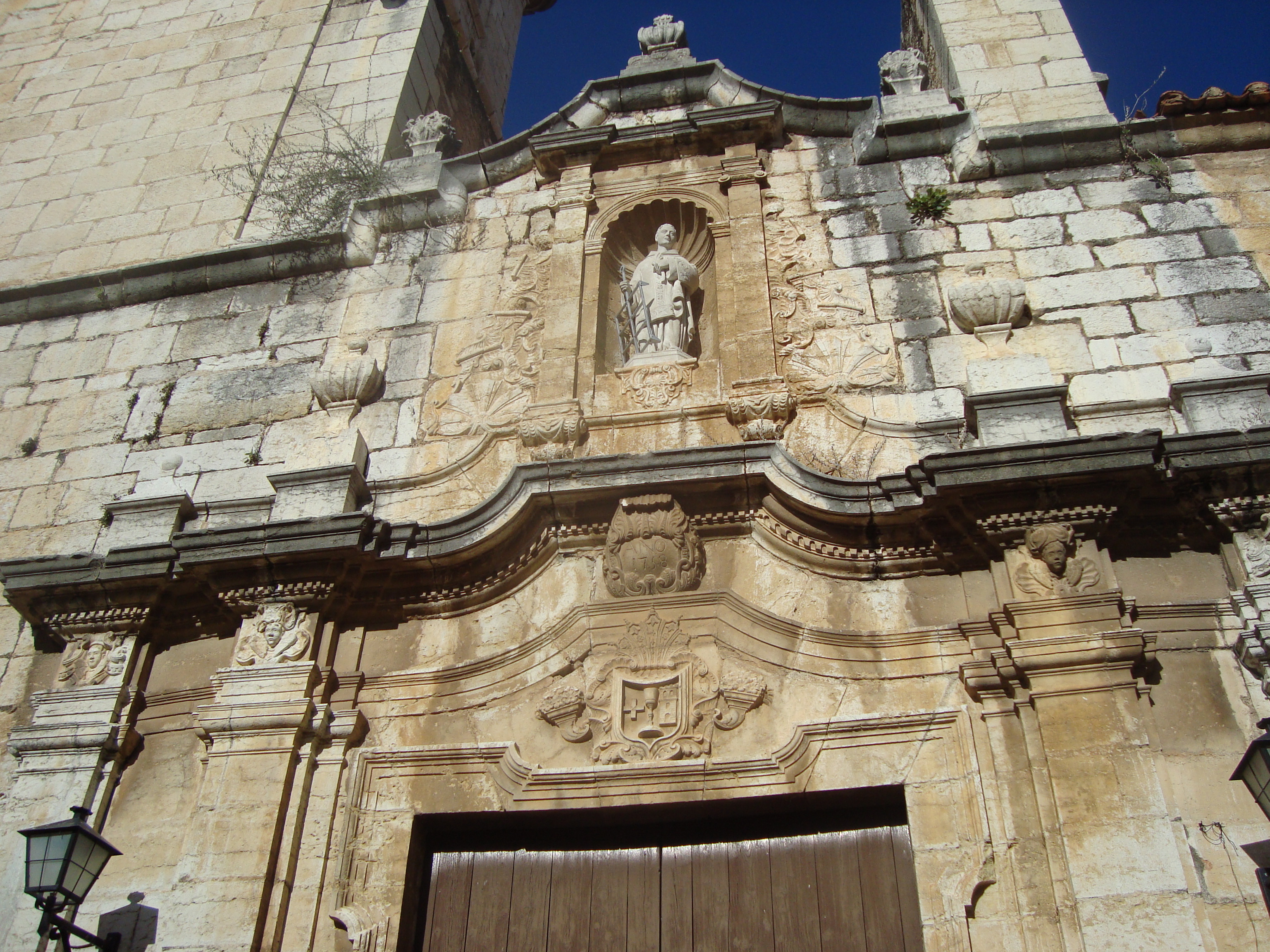
Église de Cálig.
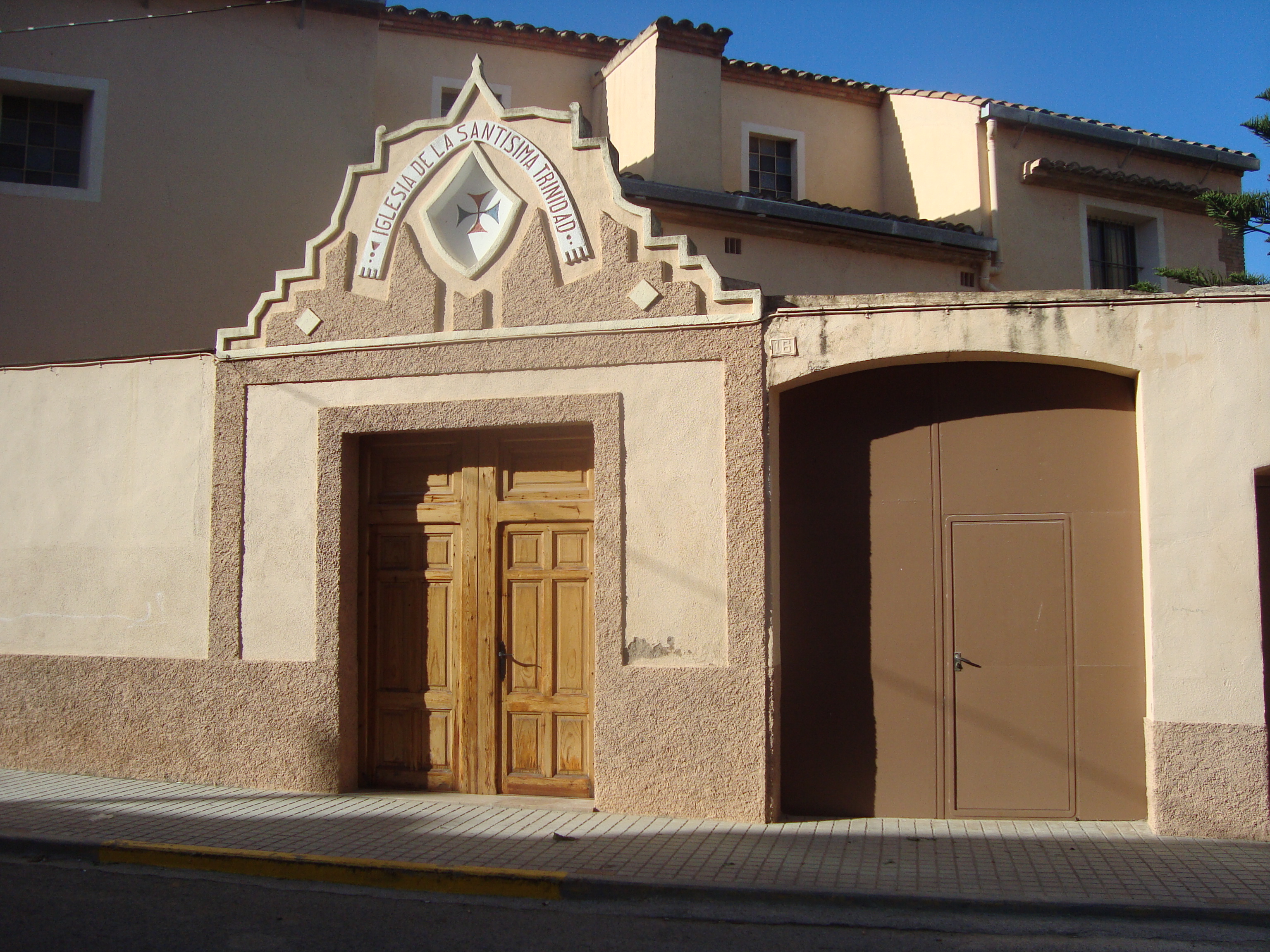
Église de la Santísima Trinidad (Cálig)
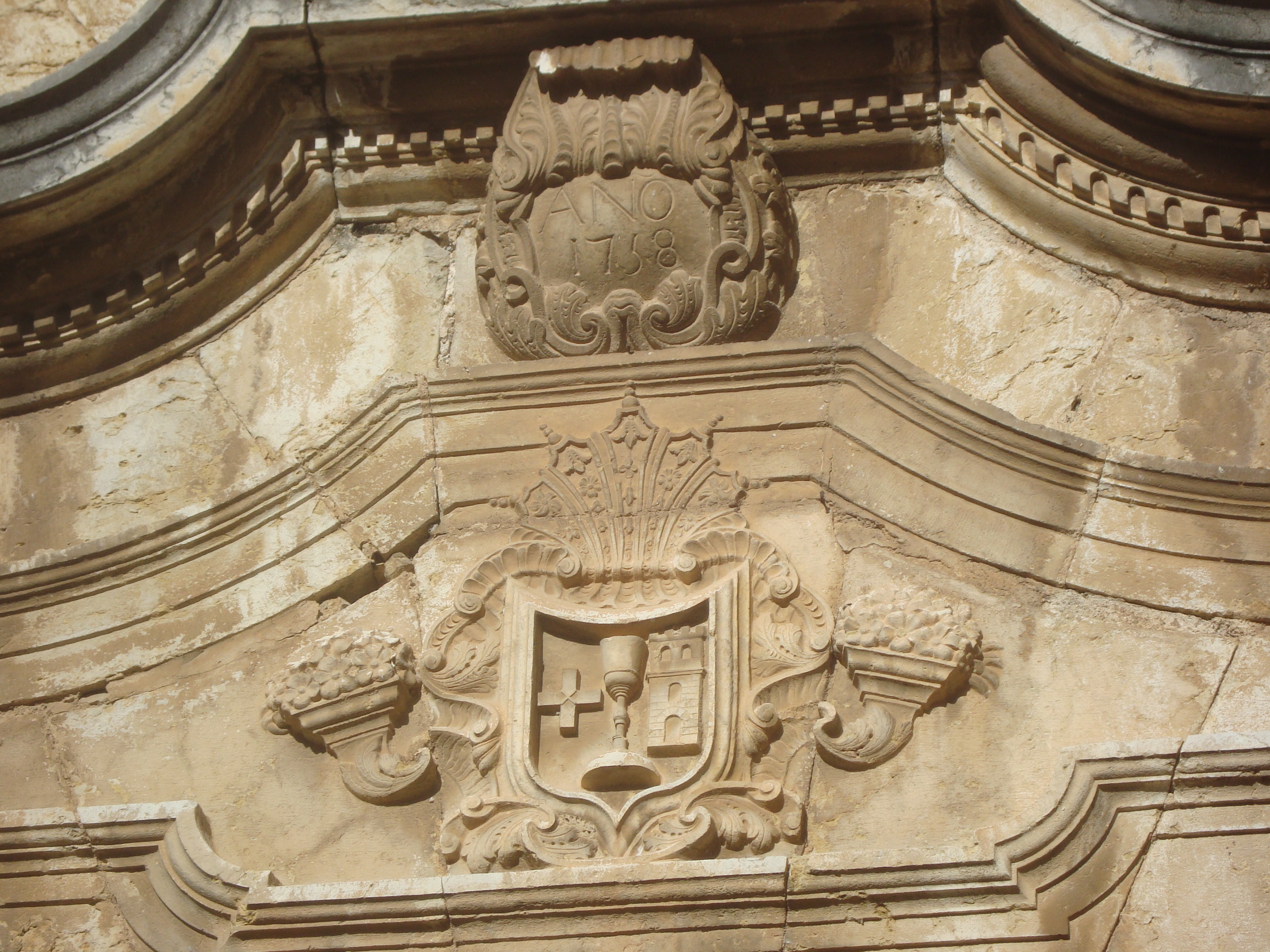
Héraldique (Cálig)

### Sites
- Site del Socorro. Aménagé pour les pique-niques et les activités de plein-air.
- Col de les Forques.
- Lit du río Seco.
- Barranco del Surral.

## Fêtes locales
- Fiestas patronales. Elles se célèbrent à partir du 10 août, dédiées à San Lorenzo. Habituellement elles durent toute une semaine et donnent lieu à des activités ludiques, sportives et culturelles. Mentionnons : el Pregón, la Désignation des Reines et Dames d'Honneur, les chars, les bals nocturnes, le bal de la Danse, les toros dans la rue.

- Fiesta y Feria del Socorro. Elle a lieu le 6 septembre. Le jour de Notre-Dame, la fête se célèbre à l'ermitage ; mais dernièrement, apparaît la tendance à la prolonger ; la veille on organise, dans certaines rues du village, des bals de nuit et des repas entre les voisins au beau milieu de la rue. Par-dessus tout, le jour de la foire, el Socorro se remplit des habitants de Càlig et de personnes venues de l'extérieur qui profitent de la foire pour passer une bonne journée, en achetant des bibelots et des jouets aux divers étalages qui s'installent ; tous participent au repas qu'offre ce jour-là la municipalité.

## Gastronomie
La principale caractéristique de la gastronomie de Càlig est son lien avec les fêtes traditionnelles : le rotllo de Sant Blai, primetes de Sant Antoni, farinoses mones de pascua, prima de Santa Caterina i de Sant Nicolau et le massapà y torró de fira el Socors, sans oublier les pastissets farcis à la courge ou aux patates et les fameuses madeleines de Càlig.
Parmi les plats typiques, notons : olla barrejada, guixassos, brou de rata, sopes escaldades, arròs amb pilotes, faves ofegades, suquet de caragols, sofritos et une gamme de plats à base de légumes.
Le gibier fait partie de cette gastronomie, spécialement les lapins.
Le vin du Maestrazgo et ses variétés, les sirops et liqueurs de fruits (grenades et coings principalement) sont les boissons qui ne peuvent être absent sur une bonne table.